# Couleur locale (nouvelle)
Couleur locale (titre original : Local Colour) est une nouvelle américaine de Jack London publiée aux États-Unis en 1903.

## Historique
La nouvelle est publiée initialement dans Ainslee's Magazine (en) en octobre 1903, avant d'être reprise dans le recueil Moon-Face & Others Stories en septembre 1906.

## Éditions

### Éditions en anglais
- Local Colour, dans Ainslee's Magazine (en), octobre 1903.
- Local Colour, dans le recueil Moon-Face & Others Stories, un volume chez  The Macmillan Co, New York, septembre 1906

### Traductions en français
- Couleur locale, traduit par Louis Postif, in Ric et Rac, hebdomadaire, mars 1941.
- Couleur locale, traduit par Louis Postif, in Les Condamnés à vivre, recueil, 10/18, 1974.

## Sources
- (en) Jack London's Works by Date of Composition
- http://www.jack-london.fr/bibliographie